# Spionidae
Famille
Les Spionidae sont une famille de vers annélides polychètes sédentaires de l'ordre des Spionida. Les annélides sont des animaux protostomiens métamérisés vermiformes. 

## Liste des genres
Selon World Register of Marine Species (1er janvier 2025) :
- Aciculaspio Blake & Ramey-Balci, 2020
- Amphipolydora Blake, 1983
- Aonidella López-Jamar, 1989
- Aonides Claparède, 1864
- Apoprionospio Foster, 1969
- Atherospio Mackie & Duff, 1986
- Aurospio Maciolek, 1981
- Australospio Blake & Kudenov, 1978
- Boccardia Carazzi, 1893
- Boccardiella Blake & Kudenov, 1978
- Carazziella Blake & Kudenov, 1978
- Dipolydora Verrill, 1881
- Dispio Hartman, 1951
- Glandulospio Meißner, Bick, Guggolz & Götting, 2014
- Glyphochaeta Bick, 2005
- Laonice Malmgren, 1867
- Laubieriellus Maciolek, 1981
- Lindaspio Blake & Maciolek, 1992
- Malacoceros Quatrefages, 1843
- Marenzelleria Mesnil, 1896
- Microspio Mesnil, 1896
- Orthoprionospio Blake & Kudenov, 1978
- Paraprionospio Caullery, 1914
- Polydora Bosc, 1802
- Polydorella Augener, 1914
- Prionospio Malmgren, 1867
- Pseudopolydora Czerniavsky, 1881
- Pygophyllum Schmarda, 1861
- Pygospio  Claparède, 1863
- Pygospiopsis Blake, 1983
- Rhynchospio Hartman, 1936
- Scolecolepides Ehlers, 1907
- Scolelepis Blainville, 1828
- Spio Fabricius, 1785
- Spiogalea Aguirrezabalaga & Ceberio, 2005
- Spiophanella Fauchald & Hancock, 1981
- Spiophanes Grube, 1860
- Streblospio Webster, 1879
- Tripolydora Woodwick, 1964
- Xandaros Maciolek, 1981

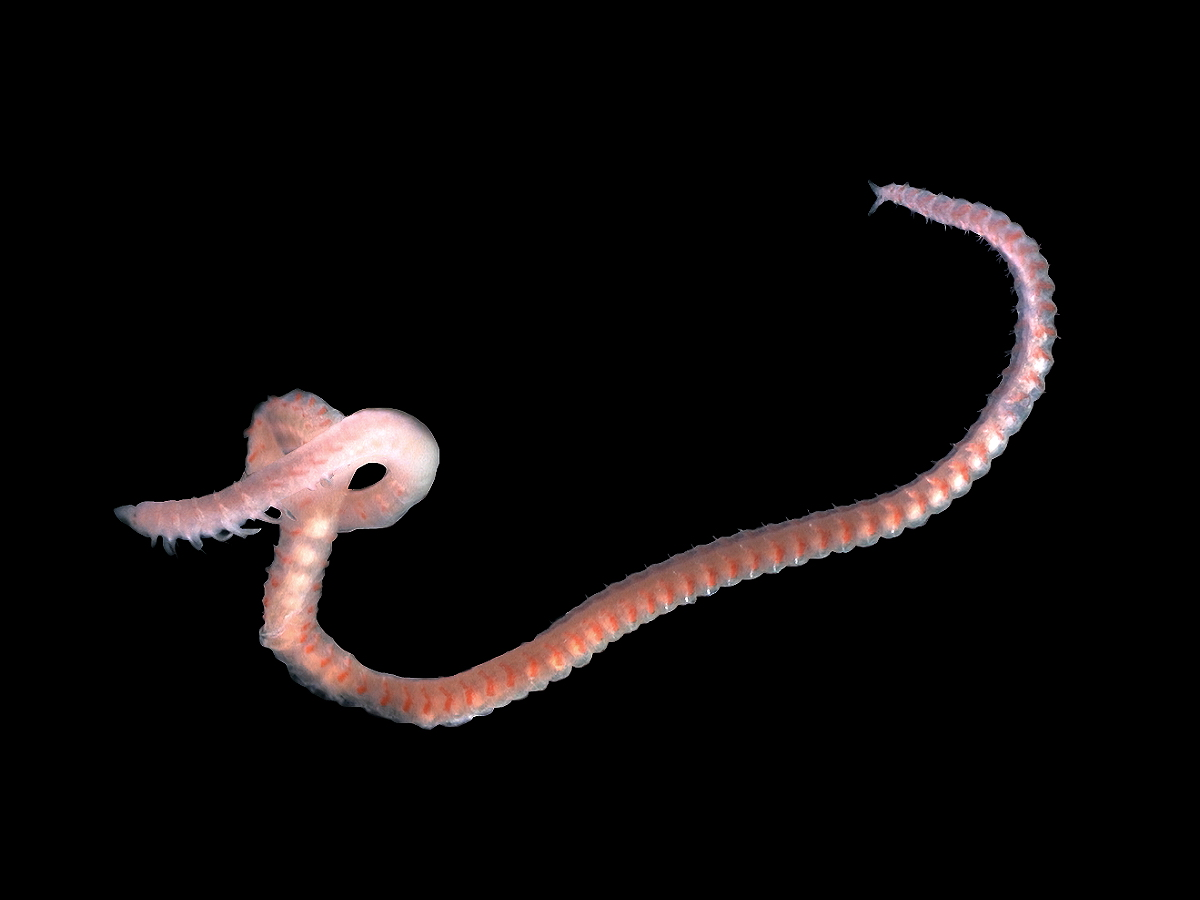
Aonides paucibranchiata
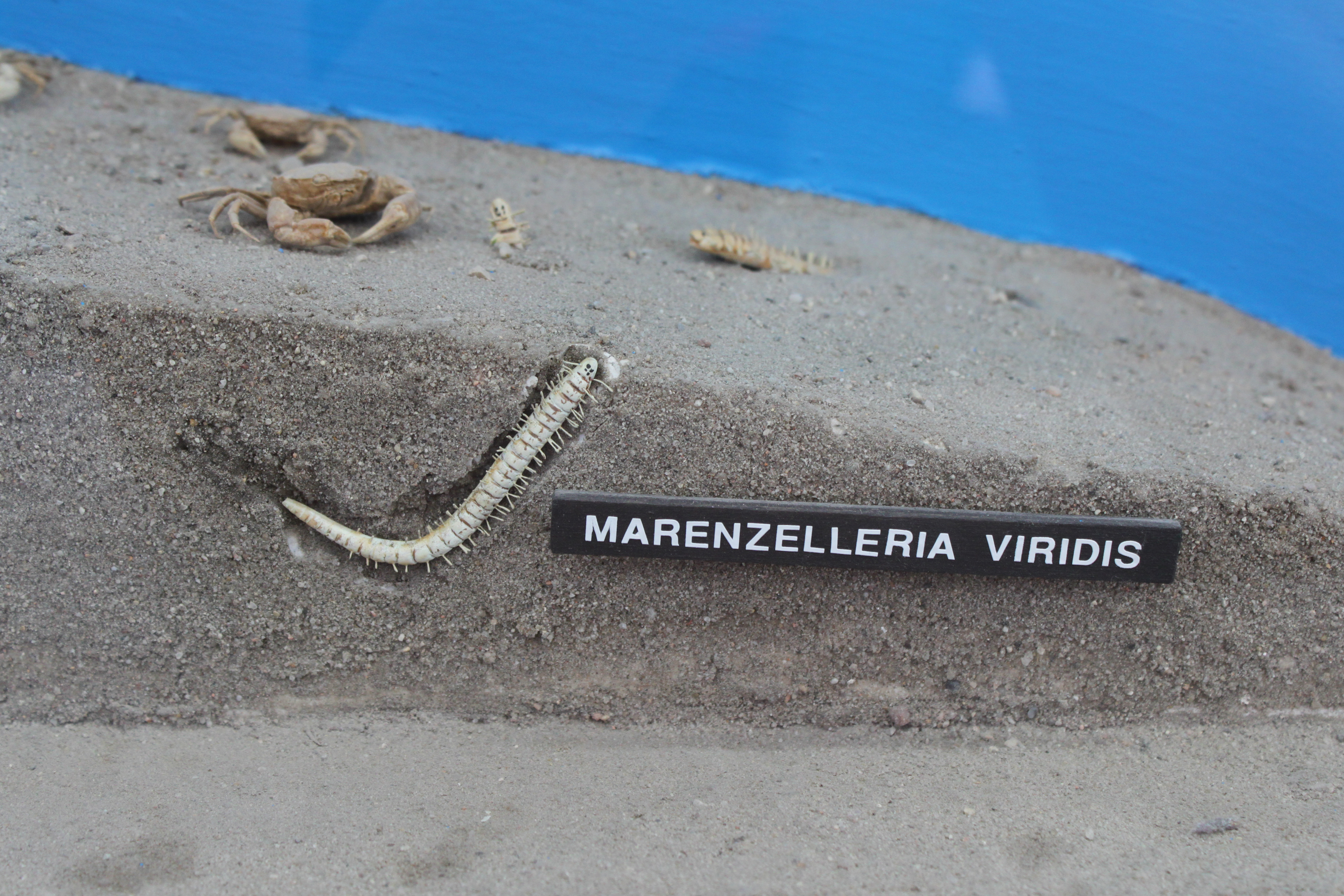
Marenzelleria viridis
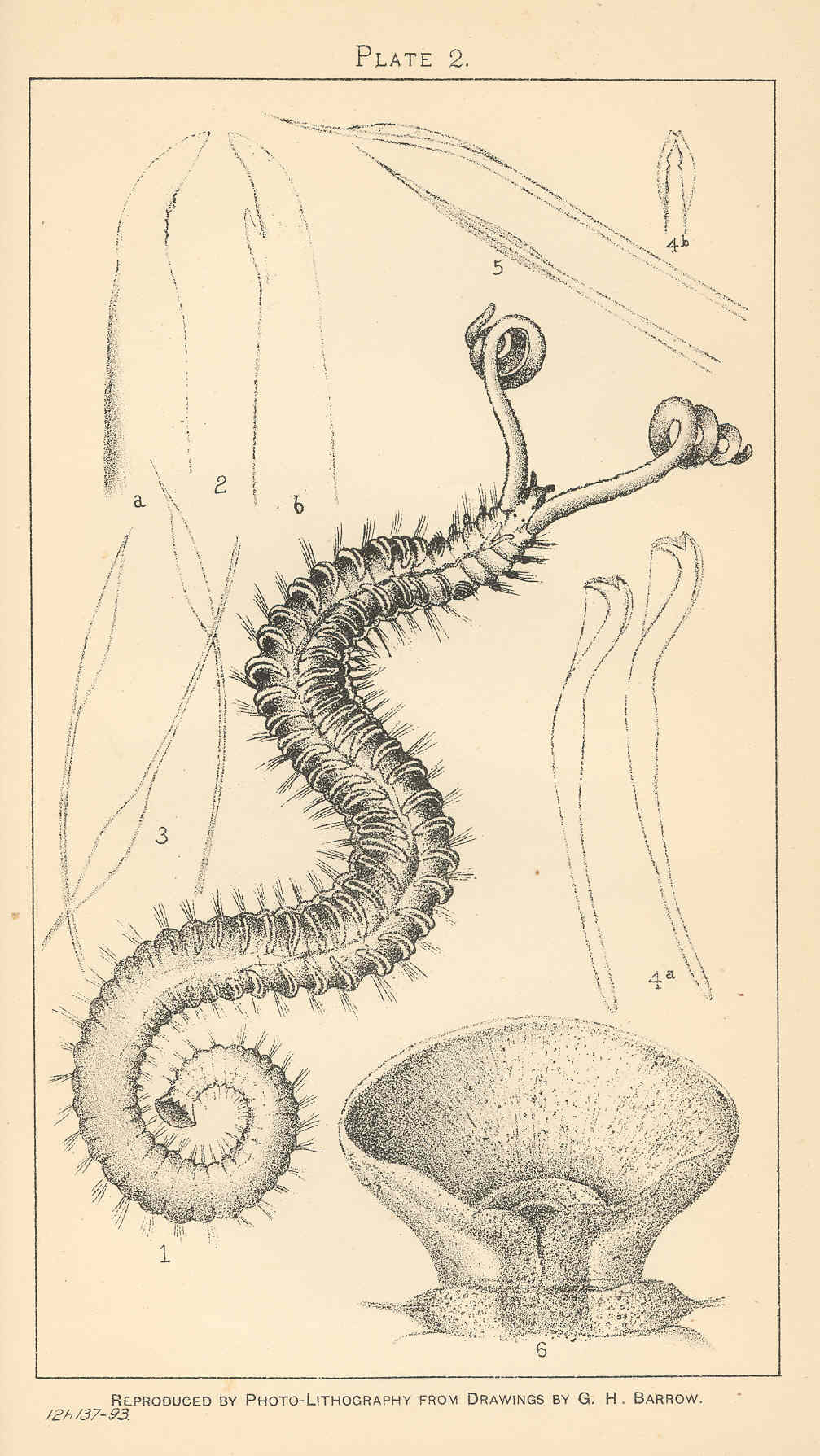
Polydora sp.
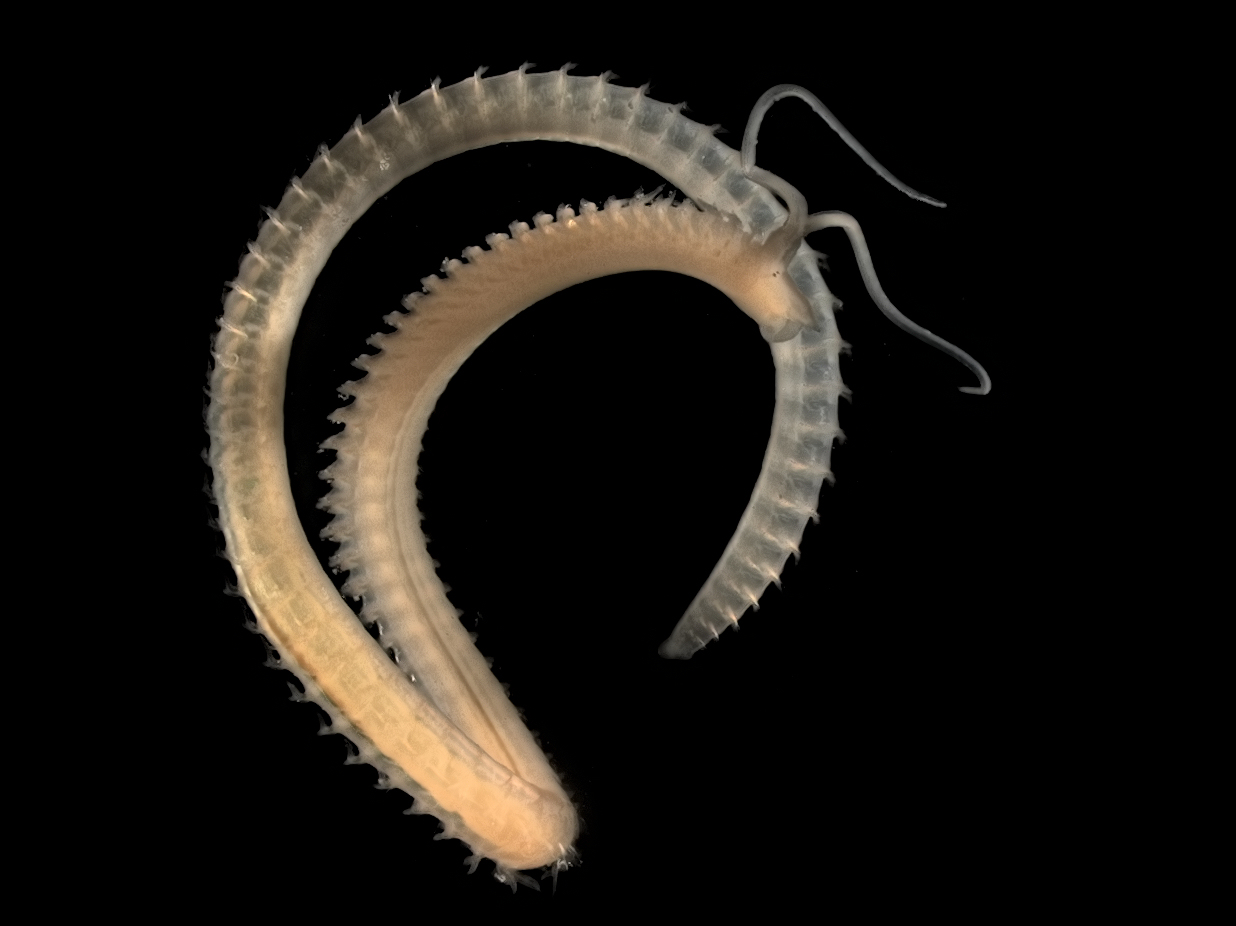
Scolelepis squamata
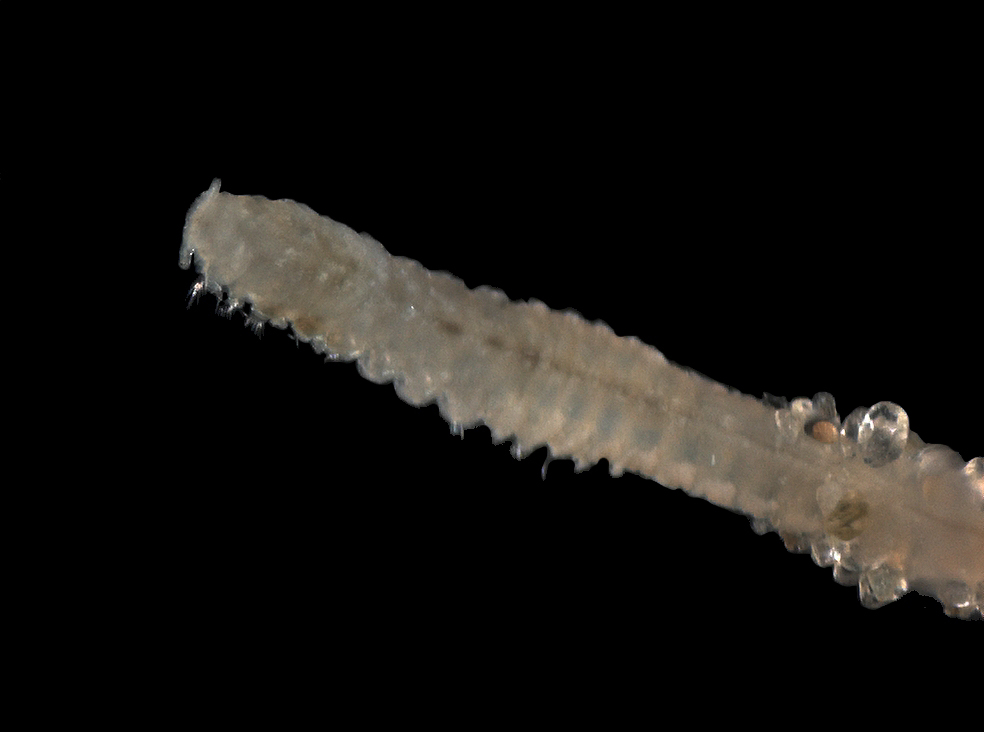
Spiophanes bombyx